# Dzierzków
Dzierzków (niem. Dätzdorf; do 31 grudnia 2002 Dzierżków) – wieś w Polsce położona w województwie dolnośląskim, w powiecie świdnickim, w gminie Dobromierz.

## Podział administracyjny
W latach 1975–1998 miejscowość administracyjnie należała do województwa wałbrzyskiego. 1 stycznia 2003 nastąpiła zmiana nazwy wsi z Dzierżków na Dzierzków.

## Nazwa
W kronice łacińskiej Liber fundationis episcopatus Vratislaviensis (pol. Księga uposażeń biskupstwa wrocławskiego) spisanej za czasów biskupa Henryka z Wierzbna w latach 1295–1305 miejscowość wymieniona jest w zlatynizowanej formie Tirczconis villa.